# Hans Joachim Gross
Hans Joachim Gross  (* 11. April 1936; † 6. August 2019) war ein deutscher Biochemiker.

## Leben
Gross studierte ab 1956 Chemie an der Universität München und wurde 1965 summa cum laude promoviert mit einer Arbeit, die er am Max-Planck-Institut für Biochemie angefertigt hatte. 1967/68 war er als Post-Doktorand bei Gobind Khorana in Madison, Wisconsin. 1968 bis 1980 leitete er eine Forschungsgruppe am MPI, war 1973 Gastprofessor am Massachusetts Institute of Technology und habilitierte sich 1976 an der Universität München. 1980 wurde er Professor für Biochemie an der Universität Würzburg. 
Er befasste sich mit Ribonukleinsäure und den mit dieser verbundenen Enzymen. So befasste er sich mit Struktur und Funktion von Viroiden (RNA-Strängen die viral aktiv sind), Transfer-RNA (Variation und konstante Elemente bei menschlicher t-RNA, Intron-Exzision bei Vorläufer-T-RNA), Biosynthese von Selenocystein in Säugern, molekularer Pathogenese von Fanconi-Anämie.
Er veröffentlichte unter anderem zum Kluger Hans Effekt und angeborener Zahlerkennung (bei Mensch und Biene) sowie Zählsystemen in antiken Zivilisationen.
1980 wurde er Mitglied der European Molecular Biology Organization. 1983 erhielt er die Carus-Medaille der Leopoldina, 1984 den Carus-Preis der Stadt Schweinfurt und 1984 den J. K. Parnas Preis der polnischen biochemischen Gesellschaft.
1992 bis 2010 war er Herausgeber von Nucleic Acid Research und seit 1985 im Herausgebergremium von Advances in Virus Research. 2001 bis 2010 gab er die Reihe Nucleic Acids and Molecular Biology bei Springer heraus.
Er gab die Gesammelten Werke von Adolf Butenandt heraus.